# Attentats du 14 septembre 2005 à Bagdad
Les attentats du 14 septembre 2005 à Bagdad sont une série de plus d’une douzaine d'attentats terroristes survenus dans la capitale irakienne de Bagdad.

## Déroulement
L'attentat à la bombe le plus meurtrier s'est produit lorsqu'un kamikaze a fait exploser son véhicule dans une foule de travailleurs du bâtiment qui s'étaient rassemblés sur la place Oruba à Bagdad à la recherche d'un emploi. L'attaque, qui a eu lieu dans le district majoritairement chiite de Kadhimiya (en), a fait 112 morts et 160 blessés.

## Revendications
Le groupe al-Qaïda en Irak a affirmé que l'attentat était en représailles à une récente offensive contre l'insurrection irakienne, mais le chef du groupe Abu Musab al-Zarqawi a publié une cassette audio le même jour déclarant la guerre contre les chiites en Irak, le motif sectaire est donc possible.